# 山本元喜
山本 元喜（やまもと げんき、1991年11月19日 - ）は、奈良県生駒郡平群町出身のプロ自転車競技（ロードレース）選手。山本大喜は弟。

## 来歴
奈良県立奈良北高等学校在籍時代の2009年、全国高等学校総合体育大会自転車競技大会・個人ロードレースで優勝。
2010年、鹿屋体育大学に入学。
- 全日本アマチュア自転車競技選手権大会・23歳以下ロードレース（以下、全日本U23ロードレース） 優勝
- ツール・ド・北海道 区間1勝(第3)

2011年
- 全日本選手権ロードレース U23 2連覇
- ユニバーシアード 個人ロードレース 3位[2]。

2013年
- 全日本選手権ロードタイムトライアルU23 優勝
- ツール・ド・北海道 第3ステージ 優勝[3]

2014年、斑鳩アスティーフォ所属 海外レースやUCIレースにはチームNIPPO所属として出場。
- 全日本選手権ロードレース 3位
- 全日本選手権ロードタイムトライアル 3位

2015年 、NIPPO・ヴィーニファンティーニ・デローザ所属
- ツール・ド・コリア 総合6位

2016年
- ジロ・デ・イタリア初出場、完走: 総合149位[4]
- 10月18日に2017シーズンからコンチネンタルチーム、キナンサイクリングチームへの移籍が発表された。[5]

2017年　UCIアジアツアーのステージレースを中心に出走。
- 同期の塚越さくらと2016年末に入籍したことを発表[6]
- ツール・ド・熊野(2.2) 総合7位
- ツール・ド・フローレス（英語版）(2.2) 第1ステージ3位、総合5位

2018年
- 全日本選手権ロードレース 男子エリート 優勝
- インターナショナル・ツール・ド・バニュワンギ・イジェン（英語版）(2.2) 総合5位

2023年
- 6月25日 全日本選手権ロードレース大会 男子エリート 3位[7]

## エピソード
・小学生の6年間は、毎日半そで半ズボンで過ごしていた。